# Pietro Caruso
Pietro Caruso (Maddaloni, 10 novembre 1899 – Roma, 22 settembre 1944) è stato un militare e funzionario italiano. Questore di Roma sotto l'occupazione tedesca sino alla liberazione (4 giugno 1944), fu condannato a morte dall'Alta corte di giustizia per le sanzioni contro il fascismo.

## Biografia
Figlio del professor Cosimo Caruso e di Giuseppina Pisanti, era ultimo di cinque figli. All'età di otto anni fu mandato nel collegio di San Lorenzo ad Aversa. Conseguito il diploma di istituto tecnico nel 1917, frequentò il corso da allievo ufficiale di complemento (tenuto presso la Reggia di Caserta) facendo parte della terza compagnia comandata dal tenente Mercuri. Acquisito il grado di aspirante, fu assegnato a un reggimento di bersaglieri e partì per il fronte nella metà dell'anno 1918, poco prima del termine della prima guerra mondiale.
Nell'immediato dopoguerra prese parte all'impresa di Fiume seguendo Gabriele D'Annunzio. In seguito fu vittima di una truffa, intentata nei suoi confronti da tali avvocato Vincenzo Albano e ingegnere De Falco, che gli fece perdere la somma (allora considerevole) di 70.000 lire. Nonostante la condanna di uno dei truffatori, non riuscì a recuperare il denaro perso, motivo per il quale contrasse una forma di malattia nervosa da stress che gli causò anche un'alopecia da cui, in seguito, guarì.
Caruso si iscrisse al Partito Nazionale Fascista sin dal 1º febbraio 1921 aderendo alla squadra d'azione "Serenissima" di Napoli, comandata da Domenico Mancuso, e partecipò alla marcia su Roma il 28 ottobre 1922.
Il 3 marzo 1923 si arruolò nella Milizia volontaria per la sicurezza nazionale con il grado di capomanipolo (essendo ufficiale dei bersaglieri) e successivamente passò nella specialità della Milizia portuaria. Rimase nei ruoli della Milizia portuaria sino al 1925 quando passò alla Milizia ferroviaria, nella quale rimase sino al 1927. Da tale data rientrò nei ruoli della Milizia portuaria e fu assegnato nella legione di Genova. Da questa città fu trasferito a Livorno, quindi nuovamente a Genova, poi a Venezia, a Trieste, Sabaudia, a Genova un'altra volta, a Venezia, di nuovo a Trieste, a Zara e infine a Trieste. Nel 1933, a seguito di presunti ammanchi, a Napoli era stato istruito contro di lui un procedimento penale, dal quale uscì con un proscioglimento.
Durante il periodo nel quale prestò servizio a Zara fece parte del Tribunale Straordinario della Dalmazia, istituito dal governatore Giuseppe Bastianini e composto anche dal generale Gherardo Magaldi (presidente) e dal tenente colonnello Vincenzo Serrentino. Il nome di Pietro Caruso figurava nel Registro centrale per i criminali di guerra e i sospettati per la sicurezza, elenco compilato nel 1947 dagli anglo-americani, e in quello dei ricercati dalla Jugoslavia per crimini di guerra.
A Trieste, dove rimase sino al 3 gennaio 1944 al comando della 3ª Legione portuaria, raggiungendo il grado di primo seniore (corrispondente a quello di tenente colonnello) organizzò il sequestro dell'oro agli ebrei locali. A Trieste conobbe inoltre Tullio Tamburini, nuovo capo della Polizia della Repubblica Sociale Italiana, il quale, presolo in simpatia, dal 5 gennaio 1944 lo nominò questore a Verona; mantenne questa carica per una quindicina di giorni, così da dirigere l'ordine pubblico in occasione del processo di Verona contro i firmatari dell'Ordine del giorno Grandi. In qualità di questore, Caruso assistette all'esecuzione dei condannati a morte dal Tribunale speciale per la difesa dello Stato della RSI.

### Questore di Roma
Sempre per interessamento di Tamburini, fu successivamente destinato alla Questura di Roma: il 2 febbraio 1944, il giorno stesso in cui assunse le funzioni, gli fu ordinato di recarsi a dirigere un rastrellamento: non riconosciuto, fu lui stesso fermato, trasportato in caserma e rilasciato dopo alcune ore.
Quando si insediò alla Questura di Roma, constatò che i rapporti tra le autorità della RSI e i tedeschi erano di assoluta subordinazione e non di collaborazione, in quanto «essi [i tedeschi] impartivano ordini tassativi ai quali non ammettevano repliche o discussioni di sorta».
Caruso (come risulta dagli atti del suo processo) trovò che a Roma già agivano le "squadre speciali" di Pietro Koch e di Giuseppe Bernasconi: tali squadre non avevano alcun rapporto di subordinazione con la questura e agivano in modo autonomo, senza rendere alcun conto degli arresti e delle requisizioni da esse eseguite. Caruso, che ebbe a lamentarsi con il capo e con il vicecapo della Polizia del modus operandi delle formazioni autonome, dovette nondimeno collaborare con la squadra speciale di Pietro Koch.
Tra gli ordini che emanò figurano quello di arresto per Totò, che fu costretto a nascondersi, insieme a quello dei fratelli De Filippo, a causa di alcuni argomenti trattati a teatro non consentiti dal regime.

### Via Rasella
Il 23 marzo 1944 Pietro Caruso si trovava presso i locali del Partito Fascista Repubblicano siti in via Veneto; allertato subito dopo l'attentato di via Rasella, si recò sul posto. Lungo il percorso Erminio Rossetti, un milite portuario che gli faceva da autista, mentre guidava la vettura di Caruso in via delle Quattro Fontane rimase ucciso da un colpo d'arma da fuoco sparato dai tedeschi, che lo avevano preso per un partigiano. In via Rasella il generale Kurt Mälzer, che nel frattempo era giunto sul posto, richiese la disponibilità delle forze di polizia italiane, così Caruso rientrò a via Veneto per dirigere le indagini.
I comandi tedeschi stabilirono di operare la rappresaglia in risposta all'attentato e di condurre alla fucilazione prigionieri, che erano già stati condannati a morte, all'ergastolo o che erano sotto processo per reati passibili di condanna capitale. Verificato un numero insufficiente di prigionieri con tali "requisiti" nelle carceri tedesche di via Tasso, Caruso fu chiamato da Herbert Kappler, comandante tedesco della Gestapo di Roma, a stilare un elenco di almeno altre 80 persone da giustiziare. Caruso protestò per l'elevato numero di vittime richieste e suggerì di abbassare il numero a 50. Nonostante il parere negativo di Kappler, Caruso replicò che per il momento si sarebbe dovuto accontentare di 50 nominativi.
Al riguardo Caruso dichiarò, nell'udienza del 20 settembre 1944, che in ogni caso avrebbe dovuto parlare della sua proposta con la massima autorità politica cui rispondeva, ovvero il ministro dell'interno della RSI Guido Buffarini Guidi, che sapeva essere a Roma all'Hotel Excelsior. Intanto, diramò l'ordine alla polizia di proseguire le indagini in via Rasella e di arrestare eventuali sospetti. Nella sua deposizione al processo, Caruso così ricostruì gli accadimenti: "Nelle prime ore del mattino per scaricarmi da questa grave responsabilità andai da Buffarini Guidi all'Albergo Excelsior. Là ci furono delle difficoltà perché il ministro dormiva. Forzai la consegna. Egli mi ricevette a letto. Gli dissi quello che era successo, cioè che Kappler mi aveva chiesto prima 80 poi 50 uomini da far fucilare per l'attentato di via Rasella. «Io mi rimetto a voi» dissi. Speravo che il Ministro avesse provveduto direttamente con Kappler. Mi disse "Che cosa posso fare? Bisogna che tu glieli dia se no chissà cosa succede. Sì, sì, dalli".
Rientrato in questura, Caruso fu richiamato da Kappler, il quale gli ricordò di essere sempre in attesa della lista e che nella compilazione sarebbe stato affiancato da Pietro Koch. Caruso replicò di non avere un numero sufficiente di prigionieri con i requisiti richiesti da Kappler, così quest'ultimo suggerì di inserire anche dei nominativi di ebrei. Caruso diede quindi ordine di stilare una lista provvisoria.
Quando il 24 marzo incominciò l'eccidio delle Fosse Ardeatine la lista in preparazione presso la polizia italiana non risultava ancora pronta, pertanto Kappler decise di far prelevare i prigionieri dai propri uomini direttamente dal carcere di Regina Coeli. Il sottotenente Tunnat, esasperato dai ritardi della polizia italiana nel compilare la lista, decise di prelevare a casaccio una trentina di prigionieri. Caruso fu allertato telefonicamente dal commissario Raffaele Alianello, e i due funzionari di polizia decisero quindi di operare la sostituzione dei nominativi presenti nella lista con quelli che erano appena stati prelevati dai tedeschi. L'operazione di sostituzione fu lasciata nelle mani del commissario Alianello e del direttore del carcere Donato Carretta. Da un controllo risultavano undici gli uomini prelevati e non figuranti sulla lista, quindi si operarono le undici sostituzioni. Alianello eliminò anche gli otto nominativi degli ebrei presenti in lista, poiché a suo giudizio non avevano responsabilità, e in accordo con Carretta fu escluso anche un nominativo che i due funzionari ritennero "meno colpevole". Per raggiungere le undici sostituzioni Carretta escluse un condannato che si trovava in infermeria e un altro che non era all'interno del carcere.
Sempre nell'udienza del 20 settembre 1944, durante la sua deposizione Caruso ebbe a dichiarare di non aver preparato lui direttamente la lista delle persone da giustiziare, in parte redatta da Pietro Koch, e che per completarla dette incarico al capo della polizia Ferrara, sostenendo di non conoscere nessuno dell'elenco a eccezione di Maurizio Giglio, e inoltre di aver appreso per telefono dal commissario Alianello che erano state operate 10 sostituzioni dalla lista predisposta.
Il 4 giugno 1944, mentre gli anglo-americani si apprestavano a entrare in Roma, Caruso, alla guida di una delle ultime autocolonne, si dirigeva verso nord con un'Alfa Romeo. La vettura di Caruso perse il contatto con la colonna a causa delle ripetute incursioni aeree alleate, perdendosi nella zona del lago di Bracciano; nel tentativo di sfuggire ai mitragliamenti aerei, andò a scontrarsi con un albero. Caruso, assieme a un milite a bordo, rimase ferito, riportando la frattura del femore e altre ferite più lievi. Un'ambulanza tedesca lo trasportò all'ospedale di Viterbo. Nessuno fece caso all'identità del ferito, con l'eccezione di un avvocato romano, casualmente presente, che lo riconobbe. Partiti i tedeschi, che non lo potevano portare con loro, Caruso attese l'arrivo degli Alleati, che lo presero prigioniero e lo avviarono al carcere di Regina Coeli dopo una breve degenza presso l'ospedale di Bagnoregio.

### Il processo contro Caruso

#### Il linciaggio di Carretta

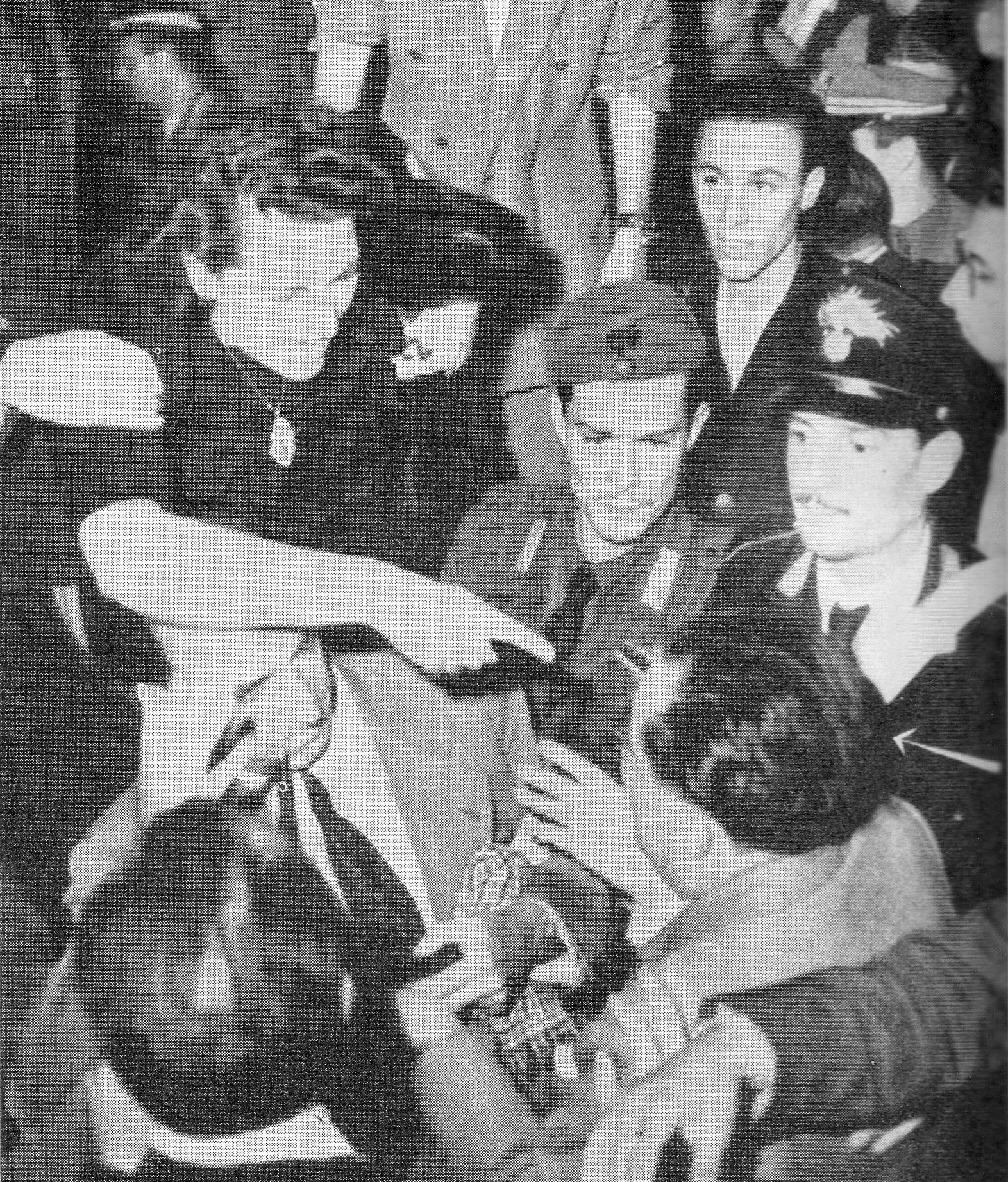
Donato Carretta, accusato da una donna nel corso del processo contro Caruso

La notizia dell'imminente processo a Caruso ebbe ampia eco a Roma e presto sui muri della città comparve la scritta "Morte a Caruso". La notte del 18 settembre 1944, Caruso fu trasportato al Palazzo di Giustizia e alloggiato in una stanzetta dove era stata sistemata una branda. Il processo si sarebbe dovuto aprire ufficialmente il 18, ma poco prima del suo inizio la folla, aizzata da Maria Ricottini che urlava di aver avuto un figlio ucciso alle Fosse Ardeatine, invase l'aula del Palazzo di Giustizia e, non trovandolo nella sala, se la prese con Donato Carretta, ex direttore del carcere di Regina Coeli, presente in aula come testimone d'accusa.
Carretta fu malmenato e legato ai binari del tram perché il mezzo gli passasse sopra, ma il conduttore coraggiosamente si rifiutò di compiere tale manovra. Carretta fu quindi gettato nel Tevere, colpito a morte con un remo di un'imbarcazione, e successivamente appeso a testa in giù all'entrata di Regina Coeli. Solo in seguito, secondo alcune fonti, si venne a sapere che in realtà Maria Ricottini aveva mentito e, oltre a non aver nessun parente morto alle Fosse Ardeatine, non aveva nemmeno figli.
Il processo fu sospeso e riprese due giorni dopo; la sede fu spostata nel più decentrato Palazzo Corsini alla Lungara..

#### Il processo

Caruso nel corso del processo

Il 20 settembre 1944 si svolse il breve dibattimento, che vide Caruso processato insieme al suo segretario Roberto Occhetto. Tra i magistrati si trovava anche Mario Berlinguer.
Le accuse contro Caruso riguardavano il collaborazionismo, la violazione della zona extraterritoriale della Santa Sede di San Paolo fuori le mura e la partecipazione alla stesura della lista di ostaggi fucilati alle Fosse Ardeatine.
Nel corso del processo Caruso rivendicò la propria adesione al fascismo; richiestogli per quale motivo fosse diretto verso il Nord, ribadì "La mia fuga da Roma deve essere interpretata come un'ulteriore adesione al fascismo repubblicano". Furono fatti entrare tutti i testimoni dell'accusa. Tra i primi a essere citato fu l'ex direttore del carcere Donato Carretta, al cui nome il presidente del tribunale replicò "C'è l'atto di morte".

Il questore Pietro Caruso e Roberto Occhetto nel corso del processo

L'avvocato difensore di fiducia Francesco Spezzano tentò di ottenere un rinvio, argomentando che non si potesse tenere un processo a soli due giorni dal drammatico linciaggio di Carretta e dicendosi impossibilitato a far testimoniare i principali testimoni a discarico, tutti trasferitisi nei territori sotto l'autorità della RSI. La Corte si ritirò per esaminare le eccezioni sollevate dalla difesa, ma alle 10:37 queste furono tutte respinte. A Caruso l'accusa chiese conto del quantitativo d'oro, gioielli e denaro rinvenuto nella sua vettura; Caruso replicò che si trattava di beni sequestrati e che era suo compito trasferirli nella disponibilità del Ministero dell'interno della RSI, da cui dipendeva, che si trovava al Nord.
Caruso fu chiamato anche a rendere conto dell'irruzione compiuta - peraltro non dalla polizia, ma dal reparto comandato da Pietro Koch - nella basilica di San Paolo fuori le mura la notte fra il 3 e il 4 febbraio 1944, in cui era stata violata l'extraterritorialità della Santa Sede. Alle proteste dell'Osservatore Romano, Caruso aveva replicato che a violare l'extraterritorialità erano state le stesse autorità ecclesiastiche, che avevano permesso di concentrare nella chiesa uomini e armi che presumibilmente svolgevano attività contro le autorità della RSI. Il giorno seguente le proteste del Vaticano, Caruso aveva fatto pubblicare su Il Messaggero le foto degli arrestati, tra cui il generale Adriano Monti con ancora indosso l'abito talare.
Nel pomeriggio sfilarono i testimoni, quasi tutti convocati dall'accusa. Per la difesa intervenne monsignor Antonio Tommaso Videmari, che testimoniò come Caruso si fosse impegnato per ottenere la liberazione di un sacerdote e avesse esteso la protezione anche ad altri ecclesiastici. Videmari parlò anche della lotta di Caruso contro i borsaneristi. La difesa cercò in ultimo di porre all'attenzione della Corte alcuni problemi psichici che sarebbero stati presenti nella famiglia di Caruso senza, però, mai chiedere una perizia psichiatrica.
Il mattino seguente Caruso fu condannato a morte tramite fucilazione alla schiena, mentre Occhetto a trent'anni di prigione nonostante l'accusa avesse richiesto anche per lui la pena di morte. Nella sentenza di condanna a morte pronunciata dall'Alta corte di giustizia per le sanzioni contro il fascismo si legge: «il Caruso che pur ebbe a sentire la repugnanza di quanto gli si chiedeva, ritenne di conferire nelle prime ore del giorno con il Ministro dell'interno Guido Buffarini Guidi, alloggiato all'Albergo Excelsior".
Secondo alcune testimonianze il colonnello britannico John Pollock, durante una pausa del dibattimento, avvicinò Caruso e gli espresse rincrescimento per non poter fare nulla per aiutarlo e aggiungendo: "È stato un bravo poliziotto".

### La fucilazione

Caruso poco prima della fucilazione

Ricevuta la notizia della sentenza capitale Caruso scrisse un'ultima lettera alla moglie:
(Pietro Caruso nell'ultima lettera alla moglie dopo aver appreso della condanna a morte)
Inviò inoltre una copia del De Vita Christiana di Sant'Agostino alla figlia con la seguente dedica: «A te Vanina figlia mia bella e dolcissima questo libro di consigli e di preghiere che mi hanno fatto affrontare con serenità e con la fede in Cristo anche l'estremo supplizio. Iddio ti benedica. Roma 22 settembre 1944».
Caruso fu giustiziato il 22 settembre 1944, due giorni dopo il processo, nel cortile del Forte Bravetta. Oltre al colonnello Pollock (in rappresentanza delle forze alleate) assistettero all'esecuzione il consigliere di Corte d'Appello addetto all'Alta Corte, Francesco De Scisciolo, e il cancelliere Bruno Moser, con il medico delle carceri Mario Spallone. Giunto sul luogo dell'esecuzione Caruso rifiutò di farsi portare a braccia, ma si trascinò sulle stampelle fino alla sedia predisposta. Fu invece aiutato a prendere posto sulla sedia, operazione che da solo gli risultava impossibile visto il femore fratturato.
Pochi istanti prima della fucilazione Caruso gridò «Viva l'Italia» e subito dopo «mirate bene».